# Diana Carolina
Diana Carolina es una telenovela venezolana-puertorriqueña producida entre Venevisión de Venezuela, y Wapa Televisión de Puerto Rico entre 1984 y 1985. fue protagonizada por Ivonne Goderich y Guillermo Dávila, con las participaciones antagónicas de Millie Avilés, Henry Salvat y Corina Azopardo.

## Elenco
- Ivonne Goderich ... Diana Carolina Guzmán
- Guillermo Dávila ... Juan Diego Ledesma
- Junior Álvarez ... Fermín Contreras
- Millie Avilés ... Zaida
- Rafael José Díaz
- Corina Azopardo ... Gabriela Contreras
- Henry Salvat ... Carlos
- Lucía Sanoja ... Fanny
- Herman O'Neill
- Flor d'Lotto ... Roberta

### Otros actores
- Angélica Arenas ... María José de Guzmán
- Francisco Ferrari ... Don Julián Guzmán
- Fernando Flores ... Regino
- Martín Lantigua ... Capitán Chano Macías 'El Guamache'
- Jenny Galván
- Yolanda Méndez ... Auristela Contreras
- Nino Roger ... Pedro Ledesma
- Betty Ruth ... Marcela de Ledesma
- Esperanza Magaz ... Doña Idania
- Chela D'Gar .... Doña Rosalia
- Raúl Xiques ... Benito Contreras
- Edgar Serrano
- Elisa Stella
- Josefina Gammaratta
- Brunilda Díaz
- Ramfis González
- Pedro Juan Texidor
- Francia Ortiz
- Adamari Lopez ... Martica
- Carmenclta Padrón
- Chumico Romero
- Víctor Rentroya
- Magaly Urbina ... Adriana
- Octavio Verenzuela
- Yulika Krausz
- Lucila Herrera
- Patricia Noguera
- Vilma Otazo
- Martha Carbillo
- Kiko Fonseca
- Luis Augusto Romero
- Luis Colmenares
- Diego Acuňa
- Carlos Subero
- Eva Villasmil

## Producción
- Original de: Enrique Jarnes
- Tema musical: "Toda la luz"[1]
- Intérprete: Guillermo Dávila
- Musicalización: Frank Aguilar
- Coordinación: Isidro Riera
- Director de Fotografía: Manny Salazar
- Director de Cámaras: Gilberto Santiago Roa
- Producción General : Marisara Martín
- Edición: Guillermo Vega
- Dirección: Grazio d Angelo